# مایکل کادلیتز
مایکل کادلیتز (انگلیسی: Michael Cudlitz؛ زادهٔ ۲۹ دسامبر ۱۹۶۴) یک هنرپیشه اهل ایالات متحده آمریکا است. وی از سال ۱۹۸۹ میلادی تاکنون مشغول فعالیت بوده‌است.
از فیلم‌ها یا برنامه‌های تلویزیونی که وی در آن نقش داشته است می‌توان به مردگان متحرک، اژدها: داستان بروس لی، بدل‌ها، رودخانه‌ای از میان آن می‌گذرد ، دویدن از ترس، زنده از بغداد، ماجراهای دکه سمساری، مذاکره کننده، جوخه برادران، توریست سیاه، باکره آمریکایی و گراس پوینت بلنک اشاره کرد.